# Cruzeiro (munteenheid)
De cruzeiro was gedurende twee periodes de naam van de Braziliaanse munteenheid. In 1942 verving de cruzeiro de milreís als betaalmiddel. De cruzeiro bleef bestaan tot in 1967 de nieuwe cruzeiro werd geïntroduceerd. In 1990 werd opnieuw een munteenheid met de naam cruzeiro gebruikt  die de nieuwe cruzado verving. In 1993 werd alweer een nieuwe munt geïntroduceerd: de cruzeiro real. Door de hoge inflatie in Brazilië was de waardeverhouding tussen de eerste en tweede cruzeiro 1 miljard:1.

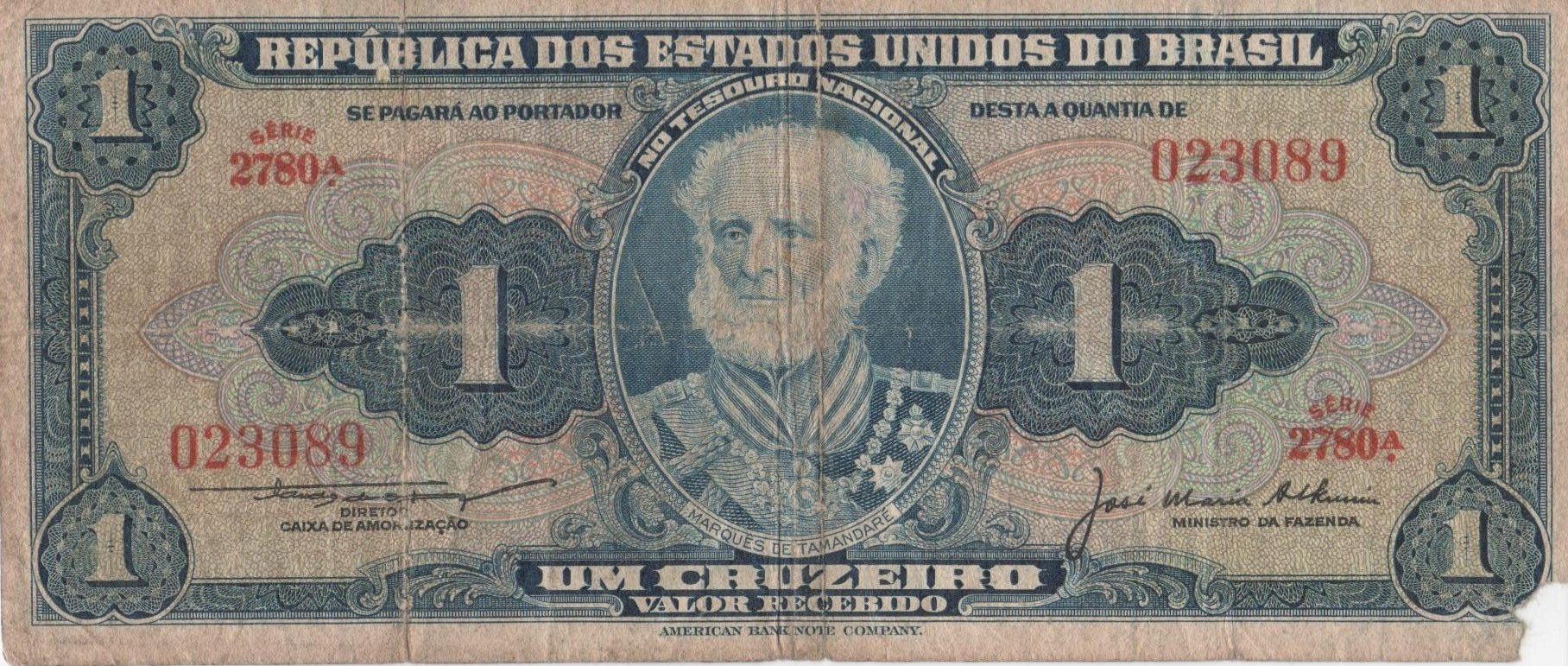
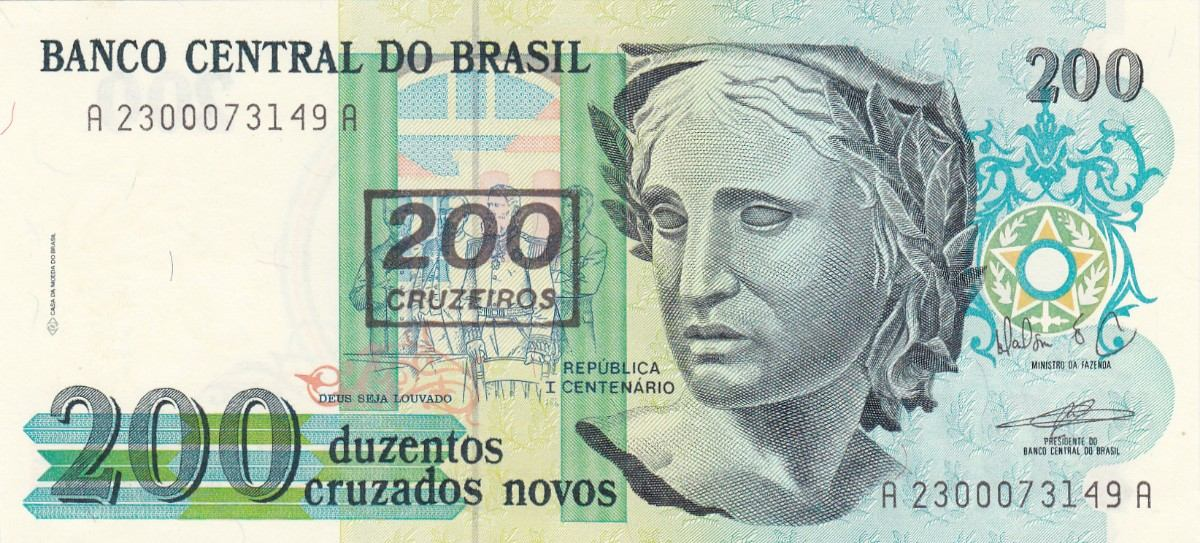
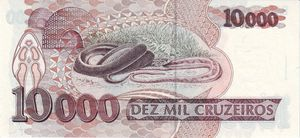
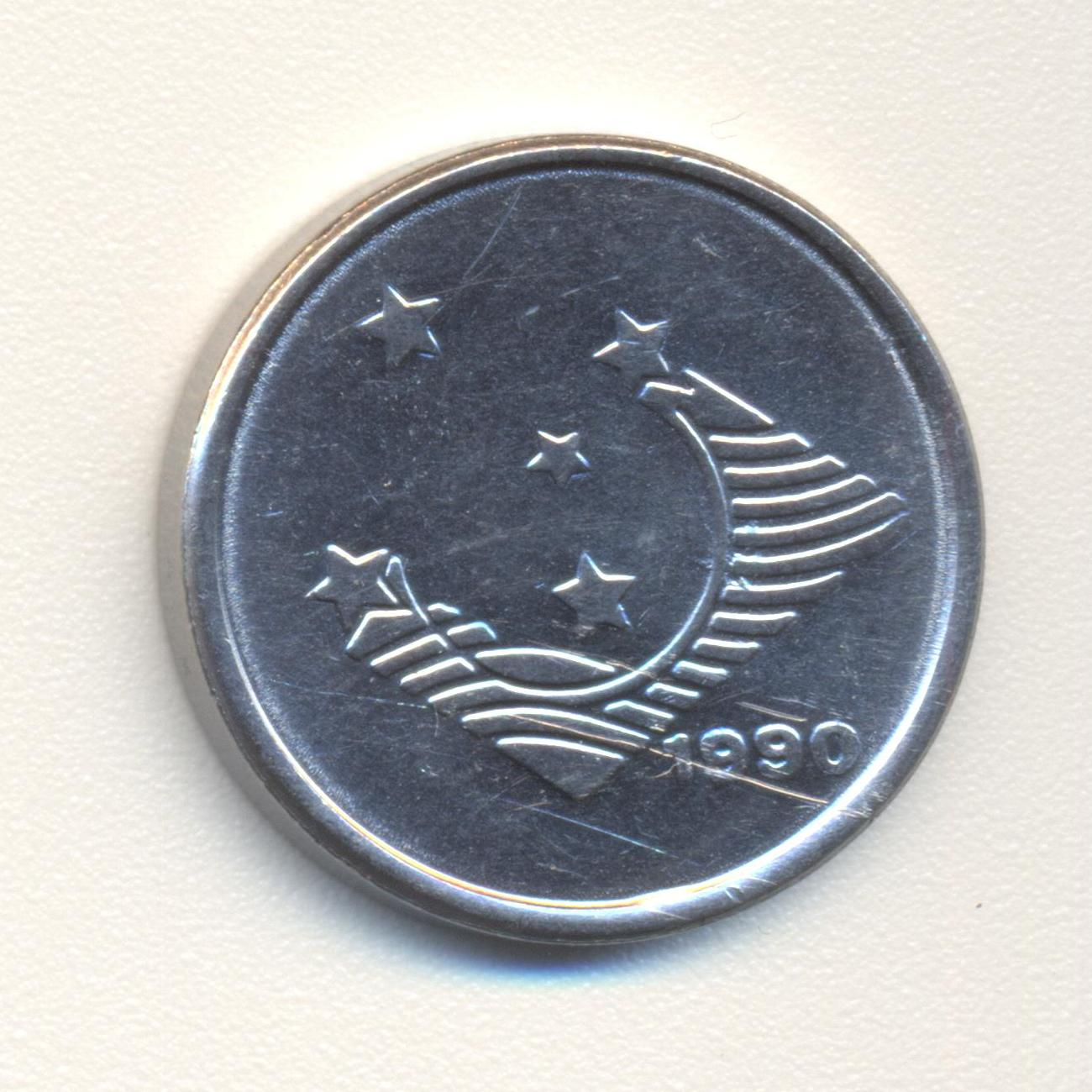
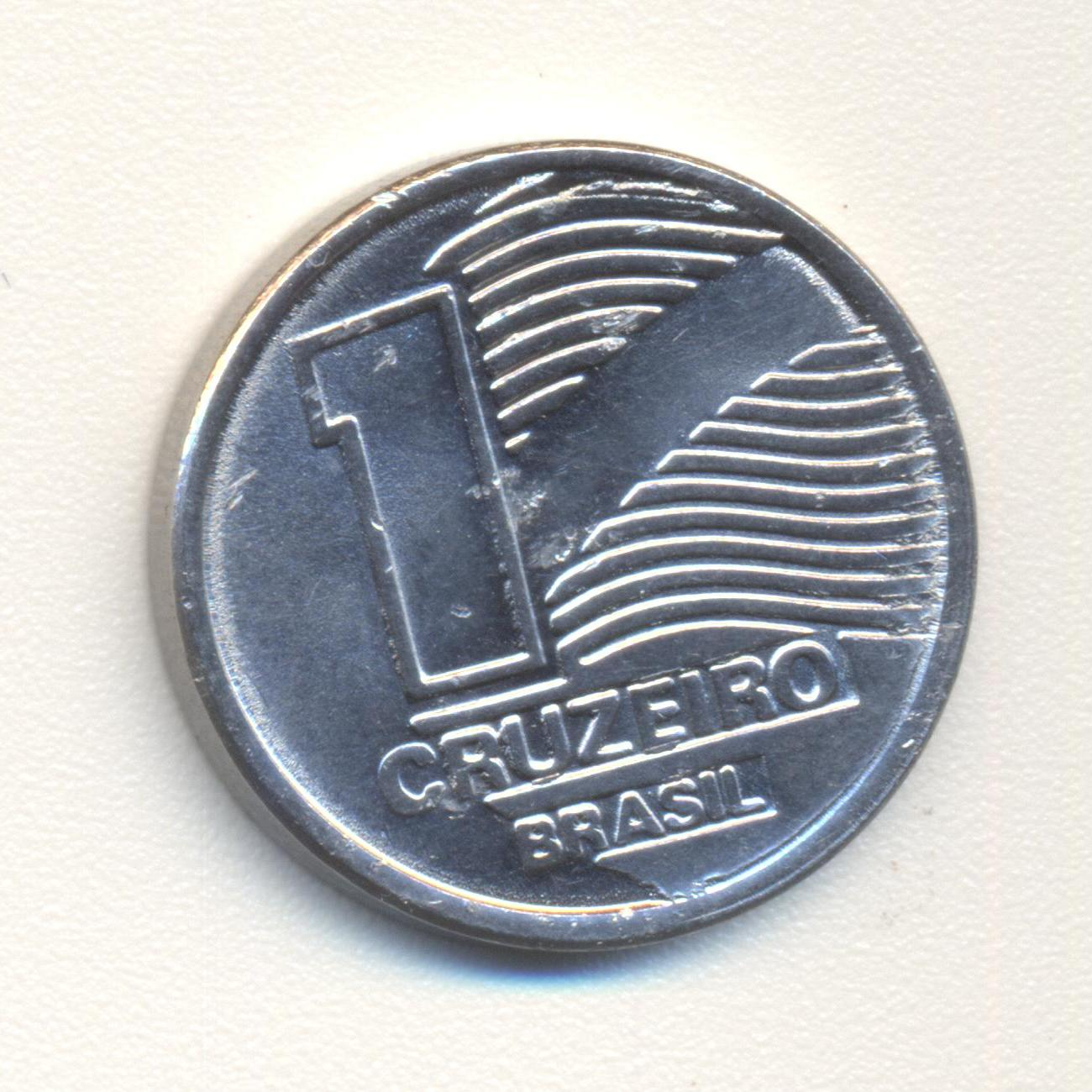
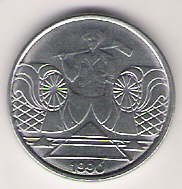
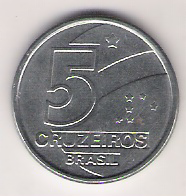
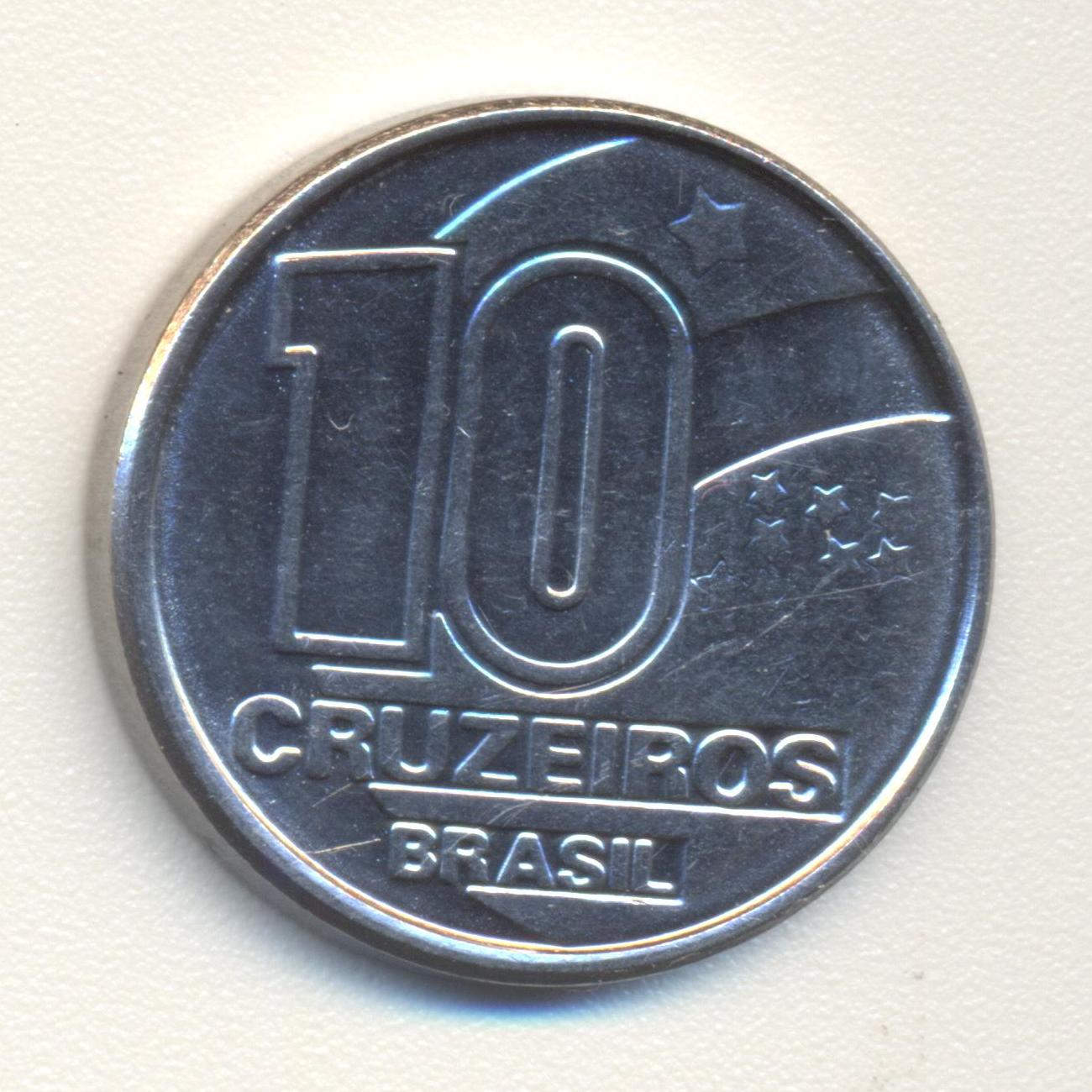
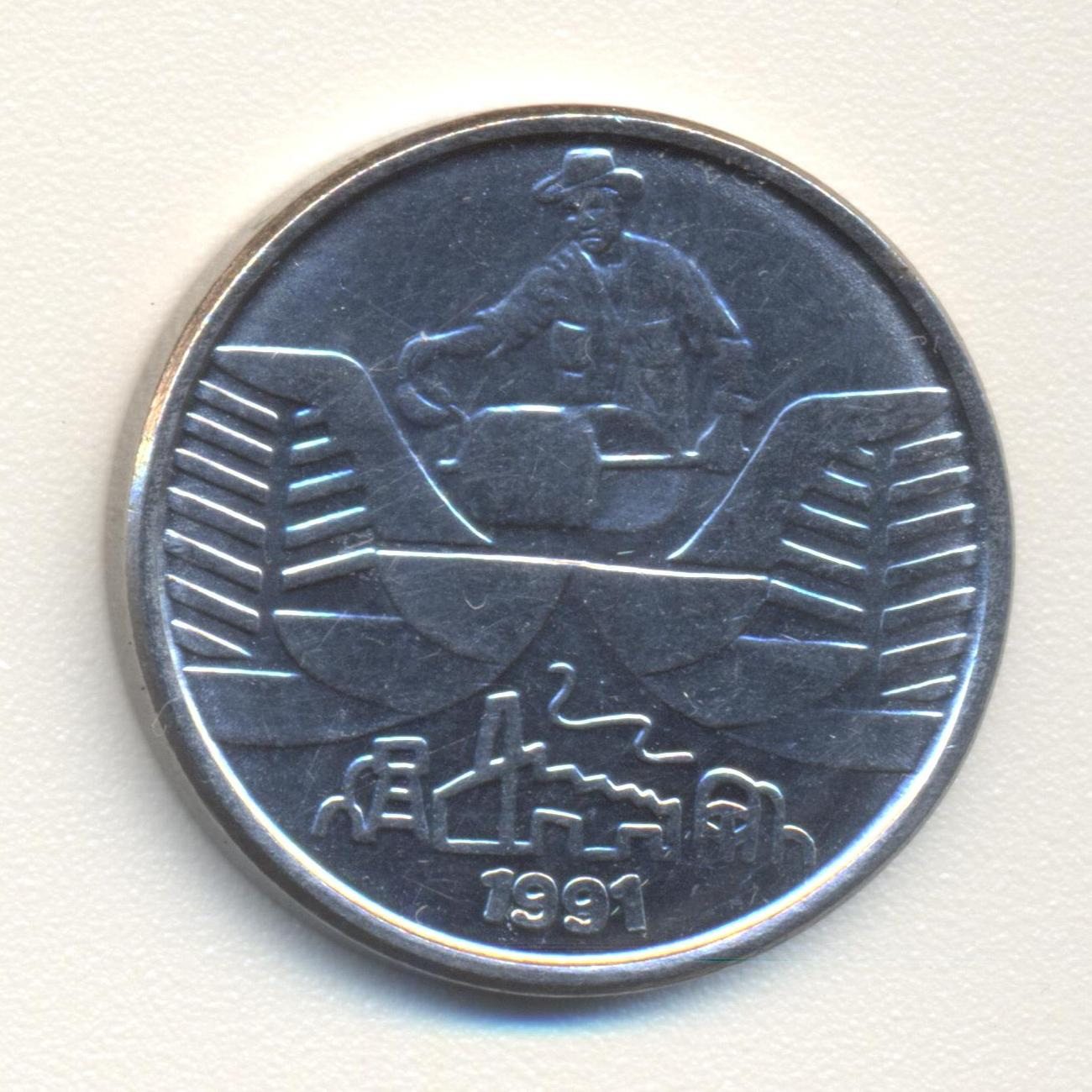
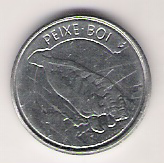
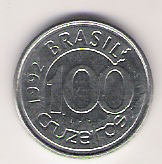
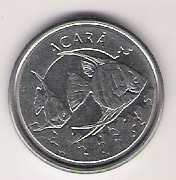
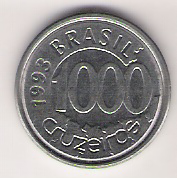
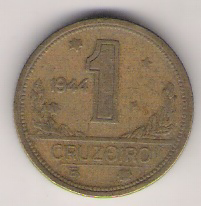
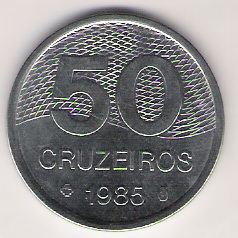